# Samsung Galaxy S9
Galaxy S9はサムスン電子が設計・開発・製造・発表・発売したスマートフォンである。Galaxy S8｜S8+の後継モデルとして2018年2月25日にバルセロナで開催された「Galaxy UNPACKED 2018」にて発表された。
Galaxy S9とディスプレイの大きさ、カメラ性能によって差別化されたGalaxy S9+がある。外観は先代モデルのGalaxy S8シリーズに類似している。

## 仕様

### ハードウェア

#### ディスプレイ
Galaxy S9とS9+の前面は、S8とS8+に類似しており、両方とも18.5：9のアスペクト比の1440pのSuper AMOLEDディスプレイ「Infinity Display」を備えている。画面サイズは、S9は5.8インチ、S9+は6.2インチとなっている。ディスプレイの側面は、傾斜のあるEdgeディスプレイとなっている。

#### カメラ
カメラは、S9+はデュアル構成、S9はシングル構成となっている。両モデルとも光の量に応じてf1.5とf2.4を切り替えることができるデュアルアパーチャーを備える。また、毎秒60フレーム（5分に制限）で4K映像を撮影できる。その他、毎秒960fpsの「スーパースローモーション」動画が撮影できるようになった。（240fpsでの撮影も可能）また、自分に似たアバターをつくり、SNSで送受信したり、写真や動画を撮影したりできるAR絵文字が新たに追加された。

#### SoC
グローバルモデルのS9とS9+にはExynos 9810、アメリカ、カナダ、中国、香港、日本、ラテンアメリカ向けモデルには、Qualcomm Snapdragon845が搭載されている。

#### メモリとストレージ
S9には4GB、S9+には6GBのRAMが搭載されている。ROMは64、128、256GBのオプションがある。（日本ではオプションなし）また、microSDを使用することで、最大400GBまで拡張できる。

#### バッテリーと充電
バッテリー容量はS9が3000mAh、S9+が3500mAhとなっている。また、AirFuel Inductive（以前のPMA）とワイヤレスパワーコンソーシアムのQi（ワイヤレス充電規格）をサポートしている。

#### 音響
両モデルとも音響ブランド「AKG」がチューニングしたステレオスピーカーが搭載されている。また、Dolby Atmosにも対応している。さらに、両モデルとも3.5mmイヤホンジャックを備えている。

#### ロック解除とセキュリティ
S9およびS9+では、指紋認証センサーがS8シリーズと異なり、Galaxy A8｜A8+のように、カメラのすぐ下の中央に配置されている。また、指紋認証のほかに顔認証と虹彩認証が使用できるほか、この2つを組み合わせたインテリジェントスキャンも使用できる。端末は常時、セキュリティシステム「Knox」によって保護される。

#### デザイン
デザインテーマは、「The Essence of Completion」。Infinity Displayを採用している。カラーバリエーションについては、#カラーバリエーションも参照。外観はGalaxy S8｜S8+と類似しているが、S8シリーズと比較して変形しにくいガラスや金属を採用するなど、物理的耐久性を高めるための構造改善が行われている。

### ソフトウェア
S9シリーズには、Galaxy Experience UI 9.0を備えたAndroid 8.0が搭載されている。主にS8、Note8向けのバージョンと同じだが、新しいカスタマイズオプション、カメラアプリのライブ言語翻訳、Galaxyホーム画面の横向きのサポートなどの機能が追加された。

## カラーバリエーション
- グローバルカラー
グローバル発表時に発表された、全世界市場向けカラー。
- 販売国限定カラー
グローバル発表時に発表された、一部の国と地域向けカラー。
- グローバル追加カラー
多くの市場向けに、追加で発表されたカラー。
- 地域限定追加カラー
一部の国と地域向けに追加が発表されたカラー。

| カラー | カラー名             | 販売状況             | 販売地域 | S9 | S9+ | 日本発売             |
|        | ライラックパープル   | グローバルカラー     | 全世界 | ○  | ○   | ○ ドコモ / au S9のみ |
|        | ミッドナイトブラック | グローバルカラー     | 全世界 | ○  | ○   | ○ ドコモ / au        |
|        | チタングレー         | グローバルカラー     | 全世界 | ○  | ○   | ○ ドコモ / au        |
|        | コーラルブルー       | グローバルカラー     | 全世界 | ○  | ○   | ☓                    |
|        | サンライズゴールド   | グローバル追加カラー | アメリカ、オーストラリア、チリ、ドイツ、香港、韓国、メキシコ、ロシア、スペイン、台湾、アラブ首長国連邦、ベトナムなどで追加発売 | ○  | ○   | ☓                    |
|        | バーガンディレッド   | 地域限定追加カラー   | 韓国、中国などで追加発売 | ○  | ○   | ☓                    |
|        | ポラリスブルー       | 地域限定追加カラー   | 中国、シンガポール、ドイツなどで追加発売、一部国と地域ではアイスブルーとして提供                                               | ○  | ○   | ☓                    |